# 椎骨脳底動脈循環不全
椎骨脳底動脈循環不全（ついこつのうていどうみゃくじゅんかんふぜん、英語: vertebrobasilar insufficiency; VBI）は、椎骨脳底動脈系の循環不全により、脳幹、小脳、後頭葉の機能障害による発作を繰り返す。

## 症状
- めまい（回転性、浮動性いずれも起こりうる）
- 眼前暗黒感
- 手足のしびれ
- 視力障害, 視覚異常
- 頭痛
- 歩行障害
- 意識障害
- 構音・嚥下障害
- 運動麻痺